# فليسبرغ (النرويج)
فليسبرغ (بالنرويجية: Flesberg)‏ هي إِحدى بلدات مُحافَظة بوسكرود غرب العاصِمة أُوسلُو، مملكة النُروِيج. وتبلُغ مِساحتها حوالي (562 كم²)، ويصلُّ عدد سُكّانها نحوِ 2701 نَسَمَة.

## صور

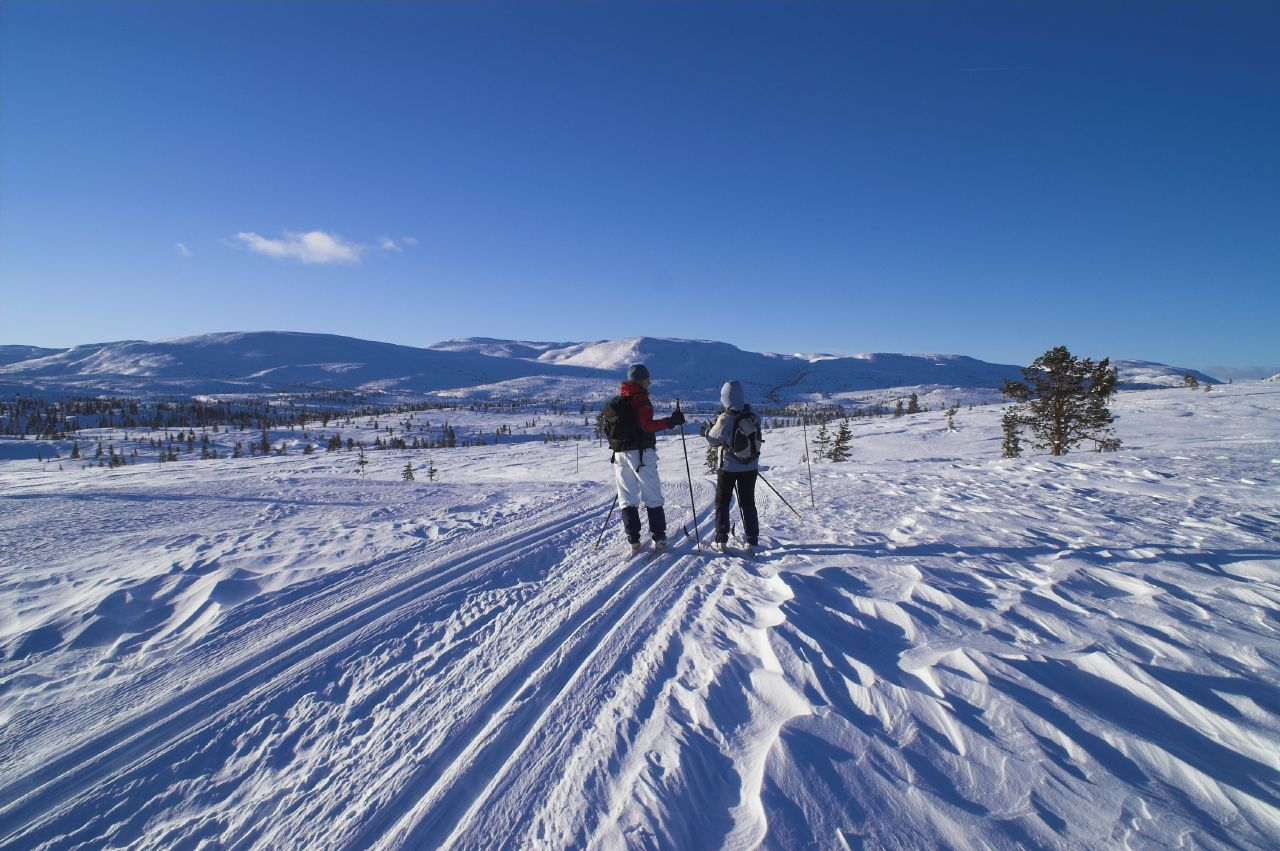
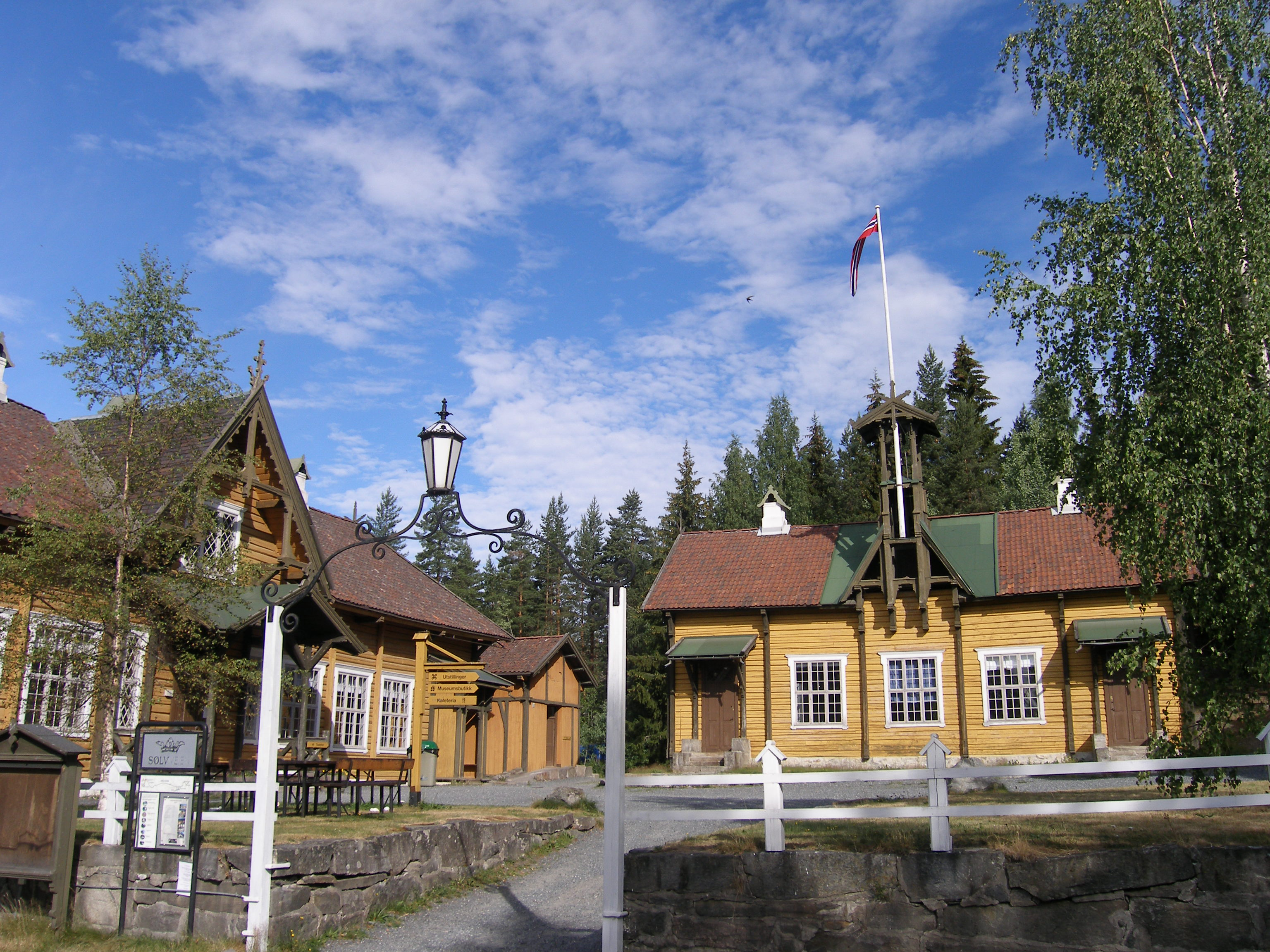
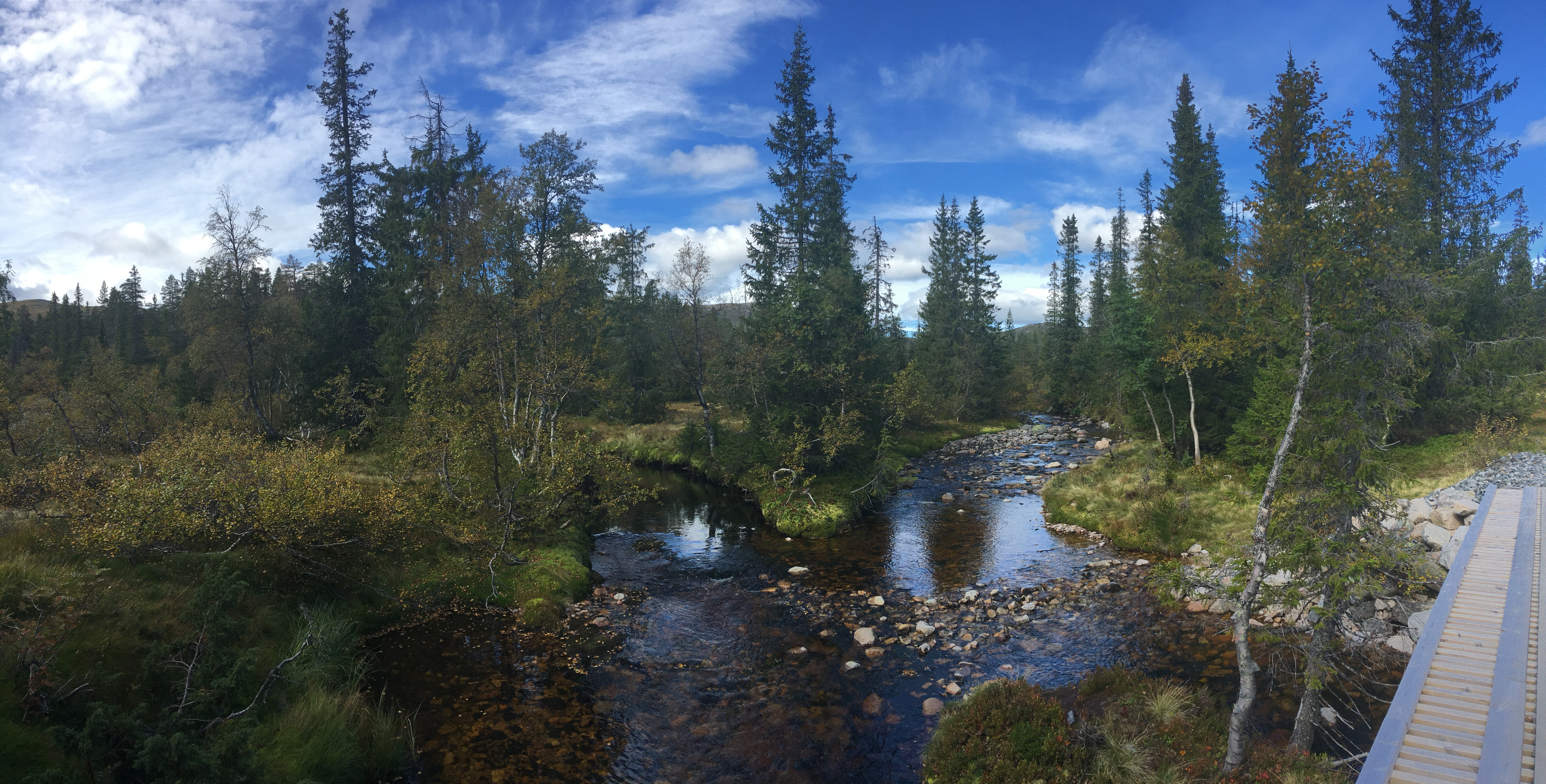

## روابط خارجية
- الموقع الرسميّ (باللُغة النُروِيجية).
- المَوسُوعةُ النُروِيجية الكُبرى (باللُغة النُروِيجية).